# Теодор II Музака
Теодор II Музака или Музаки (на албански: Teodor II Muzaka, на средногръцки: Θεόδωρος Β’ Μουζάκη) е средновековен албански аристократ, владетел на Княжество Музака от 1372 до смъртта си през 1389 година в Косовската битка.

## Живот
Роден е през 1337 година и произхожда от благородното албанско семейство Музаки, притежаващо владения в Централна Албания. Баща му Андрей II Музака е основател на Княжество Музака с център Берат, което съществува от 1335 до 1444 година. Теодор има по-голям брат Йоан, както и по-малък Стоя, а също и две сестри Комита и Кирана.
През 1372 година Теодор наследява Княжество Музака след смъртта на баща си. Столицата на княжеството Берат пада в сръбски ръце през 1345 година заедно с Валона, завладени от сръбския военачалник Исак Дука Керсак. На следващата 1346 година сръбският цар Стефан Душан назначава за управител на Берат зет си Йоан Комнин Асен. Берат се връща под контрола на семейство Музаки едва в 1396 година.
През 1383/1384 година Теодор, заедно с брат си Стоя и монаха Дионисий, е отбелязан като ктитор в кторския надпис на „Свети Атанасий Музашки“ във владения от княжеството Костур.
През 1389 година Теодор II се включва в християнската коалиция срещу османците и участва в Косовската битка, където намира смъртта си. След смъртта му Теодор е наследен от неговия племенник Теодор Корона Музаки, тъй като единственият му син Никола е или убит или държан пленник от сестра му Комита Музака във Валона.